# Allium galanthum
Allium galanthum es una especie de planta bulbosa del género Allium, perteneciente a la familia de las amarilidáceas, del orden de las Asparagales.
Es originaria de Asia.

## Descripción
Allium galanthum tiene bulbos agrupados, cilíndricos, ligeramente inflados en la base, de 1,5 a 3 cm de diámetro; túnica marrón-rojizo. Las hojas de 3 - 10 mm de ancho, cilíndricas. Escapos de (20 -) 30 - 60 cm, cilíndricos, sólidos, cubiertos con las vainas de las hojas sólo en la base. Umbela globosa, con muchas flores. Perianto de color blanco. El número de cromosomas es de: 2 n = 16.

## Distribución y hábitat
Se encuentra en las laderas pedregosas y de grava secas, en acantilados y valles, a una altitud de 500 - 1500 metros en Xinjiang,  Kazajistán, Mongolia y Rusia.

## Taxonomía
Allium galanthum fue descrita por Kar. & Kir. y publicado en Bulletin de la Société Impériale des Naturalistes de Moscou 15: 508, en el año 1842.
Etimología
Allium: nombre genérico muy antiguo. Las plantas de este género eran conocidos tanto por los romanos como por los griegos. Sin embargo, parece que el término tiene un origen celta y significa "quemar", en referencia al fuerte olor acre de la planta. Uno de los primeros en utilizar este nombre para fines botánicos fue el naturalista francés Joseph Pitton de Tournefort (1656-1708).
galanthum: epíteto
Sinonimia
- Allium pseudocepa Schrenk[7]